# Martín Garrido
Martín Garrido (n. 9 de noviembre de 1974, Córdoba), es un ciclista argentino.
Llegó al profesionalismo europeo en 1999 a través del equipo portugués Matesica-Abodoba y de allí  pasó a España, al Relax-Fuenlabrada donde obtuvo una etapa en la Vuelta a Galicia (2000) y una en la Vuelta Ciclista a Murcia (2001).
En el año 2003 el equipo español Relax-Fuenlabrada le rescindió el contrato a raíz de flojos resultados en la temporada anterior, lo que obligó a Garrido a correr en categoría amateur. Un buen rendimiento, tanto en competencias de Europa como de Argentina, le abrieron las puertas al profesionalismo otra vez para incorporarse al equipo portugués Barbot-Gaia con quién ganó una etapa de la Vuelta al Algarve.
En 2005 pasó a otro equipo portugués, el Duja-Tavira obteniendo esa primera temporada en el equipo el 3.er lugar en el Tour de Normandía y 4 etapas del Tour de Bulgaria.
Venció en el Tour de San Luis en 2008, siendo líder en todas las etapas además de ganar el prólogo y la 3.ª etapa.
En 2010 dejó al equipo portugués y retornó a su país donde estuvo compitiendo en carreras de Mountain Bike. para retornar a las carreteras en 2011 participando del Tour de San Luis, así como también de la Vuelta a San Juan y la Doble Bragado

## Palmarés
1999
- 1 etapa de la Vuelta a Venezuela

2000
- 1 etapa de la Vuelta a Galicia

2001
- 1 etapa de la Vuelta Ciclista a Murcia

2004
- 1 etapa de la Vuelta al Algarve

2005
- 1 etapa del Tour de Normandía
- 4 etapas del Tour de Bulgaria

2006
- 1 etapa en la Vuelta a Portugal
- 1 etapa en el Tour de Bulgaria

2007
- 1 etapa en la Vuelta al Distrito de Santarém
- 1 etapa en la Vuelta a Portugal

2008
- Tour de San Luis, más 2 etapas
- 1 etapa de Boucles de la Mayenne
- 2.º en el Campeonato de Argentina de Ciclismo Contrarreloj

2009
- 1 etapa del G. P. Liberty Seguros

2011
- 3.º en el Campeonato de Argentina de Ciclismo Contrarreloj